# Semen Ari
« Gelila (Ari) » redirige ici. Pour les autres significations, voir Gelila.
Semen Ari ou Nord Ari, aussi appelé Gelila du nom de son chef-lieu, est un woreda du sud de l'Éthiopie situé dans la zone Ari de la région Éthiopie du Sud.
Ce district a 67 431 habitants en 2007, dont 3 % de citadins, et fait partie de la zone Debub Omo de la région des nations, nationalités et peuples du Sud jusqu'à la création de la zone Ari  en 2023.
En 2022, sa population est estimée à 90 989 personnes avec une densité de population de 324 personnes par km2 et 281 km2 de superficie.
| Basketo |           | Geze Gofa        |
|         | Semen Ari | Oyda             |
|         | Debub Ari | Uba Debre Tsehay |

Son chef-lieu Gelila, ou Gelela se trouve 74 km au nord de Jinka.
Avec 2 354 habitants en 2007, c'est la seule agglomération recensée dans le district.